# مارتین میسون هازلتین
مارتین میسون هازلتین (انگلیسی: Martin Mason Hazeltine; ۳۱ ژوئیهٔ ۱۸۲۷ – ۱۶ فوریهٔ ۱۹۰۳) عکاس اهل ایالات متحده آمریکا بود. هازلتین متخصص استریوگرافی بود و یکی از بزرگترین مجموعه‌های عکاسی منظره غرب آمریکا را که مربوط به دهه‌های ۱۸۶۰ و ۱۸۷۰ است جمع‌آوری کرد.

## اوایل زندگی
مارتین میسون هازلتین در ۳۱ ژوئیه ۱۸۲۷ در ورمانت به دنیا آمد. مادرش فانی بنکرافت و پدرش آسا هازلتین نام داشت.

## نقل مکان به غرب
هازلتین در سال ۱۸۵۰ به کالیفرنیا نقل مکان کرد تا معدنچی طلا شود. در سال ۱۸۵۲، او به ورمانت بازگشت، جایی که در کنار برادرش، جورج ایروینگ هازلتین، عکاسی، به ویژه نحوه ساختن داگرئوتایپ را آموخت. این دو برادر در سال ۱۸۵۳ ورمانت را ترک کردند و یک کشتی از نیویورک گرفتند و دو ماه بعد به سانفرانسیسکو رسیدند و در آنجا یک استودیوی عکاسی افتتاح کردند. در سال ۱۸۵۵، برادران استودیوی خود را تعطیل کردند تا اهداف شخصی خود را دنبال کنند. هازلتین در همین سال با باربارا فابینگ ازدواج کرد.

## موفقیت در عکاسی منظره
هازلتین در عکاسی منظره حرفه‌ای را دنبال کرد و در سراسر غرب آمریکا سفر کرد تا نوادا، اورگن، آیداهو و کالیفرنیا از جمله پارک ملی یلواستون را به تصویر بکشد. او همچنین از آلاسکا دیدن کرد. از دهه ۱۸۶۰، او تمرکز خود را روی کالیفرنیا گذاشت، که موضوع اصلی او برای تقریبا بیست سال بود. او یک خانه تابستانی در پارک ملی یلواستون و یک خانه زمستانی در شهرستان مندوسینو داشت. او در ژوئن ۱۸۷۶ با جان جیمز ریلی وارد تجارت شد و به استودیوی اصلی عکاسی دره یوسمیتی تبدیل شد. یک سال، دو تا از فرزندان هازلتین بر اثر آبله می‌میرند.
هازلتین در سال ۱۸۷۸ یک گالری عکاسی را در رینو، نوادا، و در سال ۱۸۸۳ در بویزی، آیداهو افتتاح کرد. در سال ۱۸۸۰، از شهر بیکر سیتی، اورگن بازدید کرد و چهار سال بعد، گالری خواهری را در بویزی افتتاح کرد.
هازلتین در شهر بیکر ساکن شد و تا پایان عمر در آنجا ماند. او در ۱۶ فوریه ۱۹۰۳ در خانه خود در شهر بیکر درگذشت.

## میراث
منتخبی از استریوگراف‌های هازلتین از اطراف دره یوسمیتی و شمال کالیفرنیا در مجموعه کالج کلرمونت قرار دارد. علاوه بر این، آثار هزلتین در مجموعه‌های انجمن تاریخی اورگان، کتابخانه بنکرافت و دانشگاه پرینستون یافت می‌شود.

## نگارخانه

یک استریوسکوپ توسط هازلتین از منظره‌ای در کومپچ، کالیفرنیا گرفته شده است
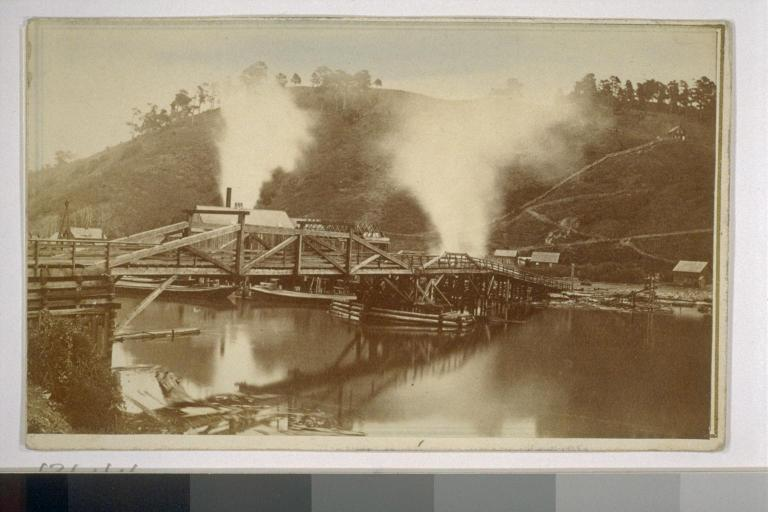
آسیاب ناوارو
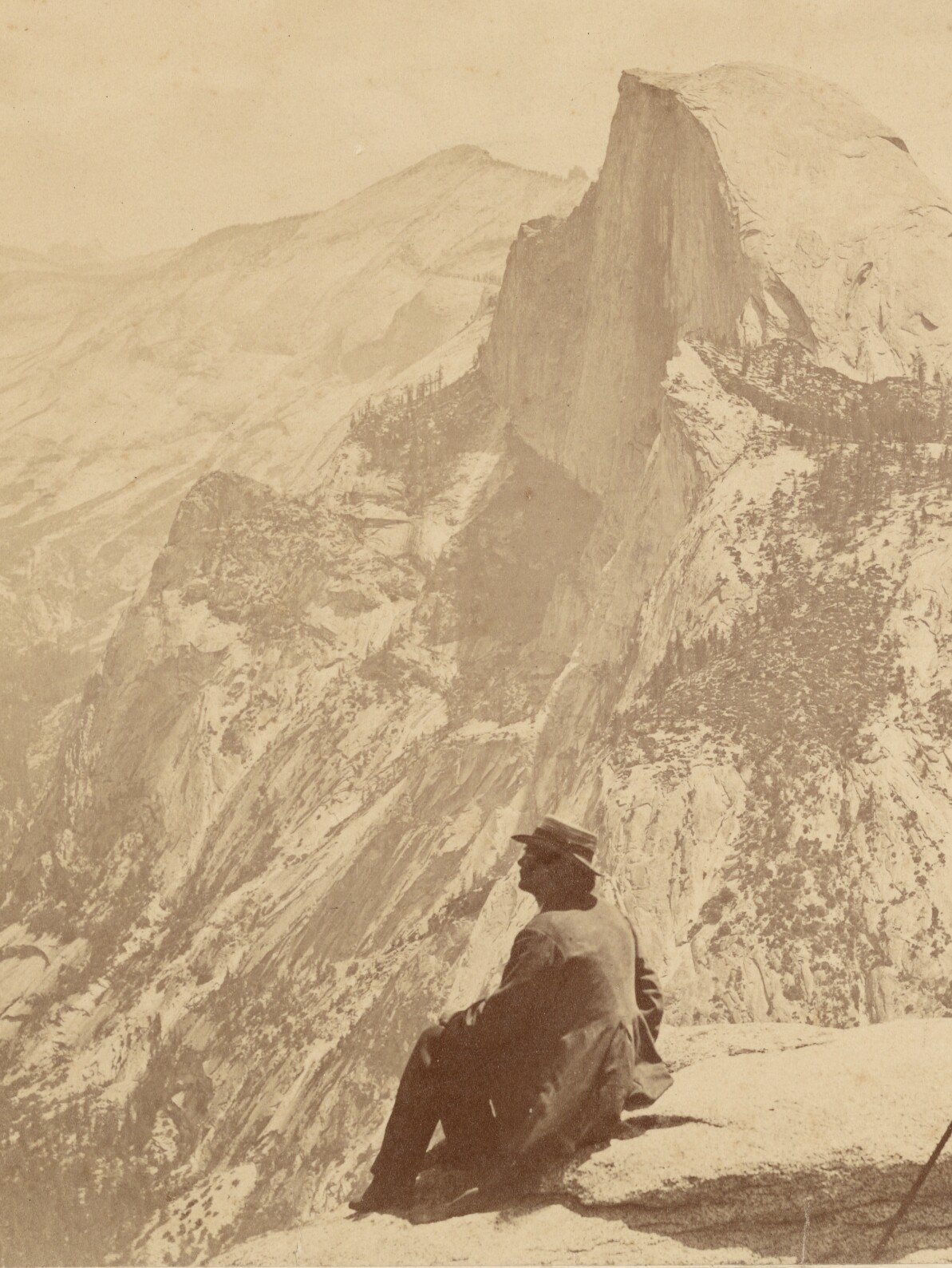
گنبد جنوبی از گلاسیر پوینت